# Condom (quận)
Quận Condom là một quận của Pháp, nằm ở tỉnh Gers, trong vùng Occitanie. Quận này có 11 tổng và 159 xã.

## Các đơn vị hành chính

### Các tổng
Các tổng của quận Condom là: 
1. Cazaubon
2. Condom
3. Eauze
4. Fleurance
5. Lectoure
6. Mauvezin
7. Miradoux
8. Montréal
9. Nogaro
10. Saint-Clar
11. Valence-sur-Baïse

### Các xã
Các xã của quận Condom, và mã INSEE là: 
| 1. Arblade-le-Haut (32005)              | 2. Avensac (32021)                   | 3. Avezan (32023)                  | 4. Ayguetinte (32024)           |
| 5. Ayzieu (32025)                       | 6. Bajonnette (32026)                | 7. Bascous (32031)                 | 8. Beaucaire (32035)            |
| 9. Beaumont (32037)                     | 10. Berrac (32047)                   | 11. Bezolles (32052)               | 12. Bivès (32055)               |
| 13. Blaziert (32057)                    | 14. Bonas (32059)                    | 15. Bourrouillan (32062)           | 16. Bretagne-d'Armagnac (32064) |
| 17. Brugnens (32066)                    | 18. Béraut (32044)                   | 19. Bétous (32049)                 | 20. Cadeilhan (32068)           |
| 21. Campagne-d'Armagnac (32073)         | 22. Cassaigne (32075)                | 23. Castelnau-d'Arbieu (32078)     | 24. Castelnau-d'Auzan (32079)   |
| 25. Castelnau-sur-l'Auvignon (32080)    | 26. Castet-Arrouy (32085)            | 27. Castex-d'Armagnac (32087)      | 28. Castéra-Lectourois (32082)  |
| 29. Castéra-Verduzan (32083)            | 30. Castéron (32084)                 | 31. Caupenne-d'Armagnac (32094)    | 32. Caussens (32095)            |
| 33. Cazaubon (32096)                    | 34. Cazeneuve (32100)                | 35. Condom (32107)                 | 36. Courrensan (32110)          |
| 37. Cravencères (32113)                 | 38. Céran (32101)                    | 39. Cézan (32102)                  | 40. Dému (32115)                |
| 41. Eauze (32119)                       | 42. Espas (32125)                    | 43. Estang (32127)                 | 44. Estramiac (32129)           |
| 45. Flamarens (32131)                   | 46. Fleurance (32132)                | 47. Fourcès (32133)                | 48. Gaudonville (32139)         |
| 49. Gavarret-sur-Aulouste (32142)       | 50. Gazaupouy (32143)                | 51. Gimbrède (32146)               | 52. Gondrin (32149)             |
| 53. Goutz (32150)                       | 54. Homps (32154)                    | 55. Justian (32166)                | 56. L'Isle-Bouzon (32158)       |
| 57. La Romieu (32345)                   | 58. La Sauvetat (32417)              | 59. Labarrère (32168)              | 60. Labrihe (32173)             |
| 61. Lagarde (32176)                     | 62. Lagardère (32178)                | 63. Lagraulet-du-Gers (32180)      | 64. Lalanne (32184)             |
| 65. Lamothe-Goas (32188)                | 66. Lanne-Soubiran (32191)           | 67. Lannemaignan (32189)           | 68. Lannepax (32190)            |
| 69. Larressingle (32194)                | 70. Larroque-Engalin (32195)         | 71. Larroque-Saint-Sernin (32196)  | 72. Larroque-sur-l'Osse (32197) |
| 73. Larée (32193)                       | 74. Laujuzan (32202)                 | 75. Lauraët (32203)                | 76. Le Houga (32155)            |
| 77. Lectoure (32208)                    | 78. Lias-d'Armagnac (32211)          | 79. Ligardes (32212)               | 80. Loubédat (32214)            |
| 81. Luppé-Violles (32220)               | 82. Magnan (32222)                   | 83. Magnas (32223)                 | 84. Maignaut-Tauzia (32224)     |
| 85. Manciet (32227)                     | 86. Mansempuy (32229)                | 87. Mansencôme (32230)             | 88. Maravat (32232)             |
| 89. Marguestau (32236)                  | 90. Marsolan (32239)                 | 91. Mas-d'Auvignon (32241)         | 92. Mauléon-d'Armagnac (32243)  |
| 93. Maupas (32246)                      | 94. Mauroux (32248)                  | 95. Mauvezin (32249)               | 96. Miradoux (32253)            |
| 97. Miramont-Latour (32255)             | 98. Monclar (32264)                  | 99. Monfort (32269)                | 100. Monguilhem (32271)         |
| 101. Monlezun-d'Armagnac (32274)        | 102. Montestruc-sur-Gers (32286)     | 103. Montréal (32290)              | 104. Mormès (32291)             |
| 105. Mouchan (32292)                    | 106. Mourède (32294)                 | 107. Nogaro (32296)                | 108. Noulens (32299)            |
| 109. Panjas (32305)                     | 110. Pauilhac (32306)                | 111. Perchède (32310)              | 112. Pergain-Taillac (32311)    |
| 113. Pessoulens (32313)                 | 114. Peyrecave (32314)               | 115. Pis (32318)                   | 116. Plieux (32320)             |
| 117. Pouy-Roquelaure (32328)            | 118. Préchac (32329)                 | 119. Puységur (32337)              | 120. Ramouzens (32338)          |
| 121. Roquepine (32350)                  | 122. Roques (32351)                  | 123. Rozès (32352)                 | 124. Réans (32340)              |
| 125. Réjaumont (32341)                  | 126. Saint-Antoine (32358)           | 127. Saint-Antonin (32359)         | 128. Saint-Avit-Frandat (32364) |
| 129. Saint-Brès (32366)                 | 130. Saint-Clar (32370)              | 131. Saint-Créac (32371)           | 132. Saint-Griède (32380)       |
| 133. Saint-Léonard (32385)              | 134. Saint-Martin-d'Armagnac (32390) | 135. Saint-Martin-de-Goyne (32391) | 136. Saint-Mézard (32396)       |
| 137. Saint-Orens (32399)                | 138. Saint-Orens-Pouy-Petit (32400)  | 139. Saint-Paul-de-Baïse (32402)   | 140. Saint-Puy (32404)          |
| 141. Sainte-Christie-d'Armagnac (32369) | 142. Sainte-Gemme (32376)            | 143. Sainte-Mère (32395)           | 144. Sainte-Radegonde (32405)   |
| 145. Salles-d'Armagnac (32408)          | 146. Sarrant (32416)                 | 147. Sempesserre (32429)           | 148. Sion (32434)               |
| 149. Solomiac (32436)                   | 150. Sorbets (32437)                 | 151. Séailles (32423)              | 152. Sérempuy (32431)           |
| 153. Taybosc (32441)                    | 154. Terraube (32442)                | 155. Toujouse (32449)              | 156. Tournecoupe (32452)        |
| 157. Urdens (32457)                     | 158. Urgosse (32458)                 | 159. Valence-sur-Baïse (32459)     |                                 |